# Sillago lutea
 Sillago lutea és una espècie de peix de la família Sillaginidae i de l'ordre dels perciformes.

## Morfologia
Els mascles poden assolir els 16 cm de longitud total.

## Distribució geogràfica
Es troba a l'Índia, Sri Lanka i el nord d'Austràlia (des d'Austràlia Occidental fins al Mar d'Arafura i el Golf de Carpentària).